# H.M.S. Pinafore

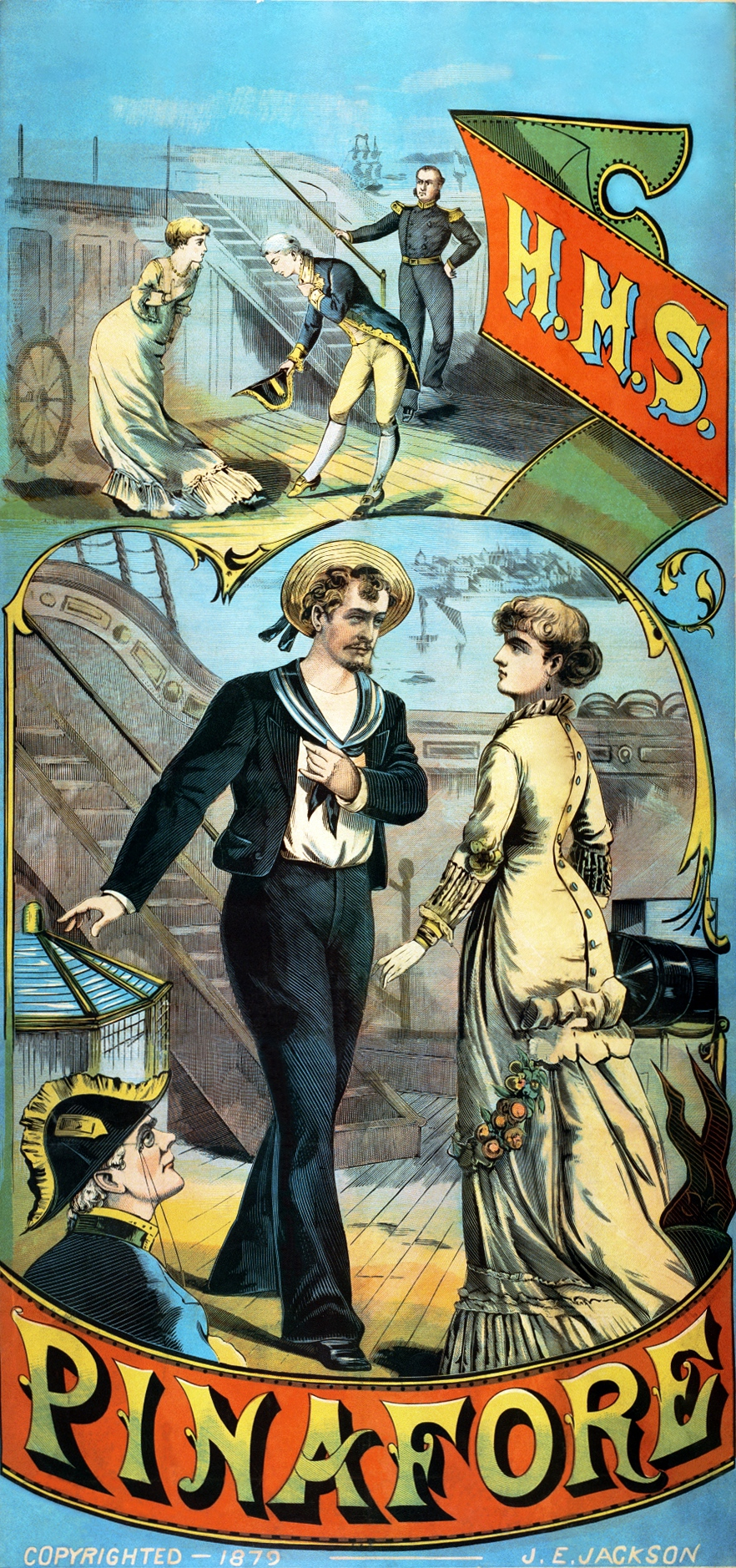
Publicité de 1879 pour l'opéra-comique H.M.S. Pinafore

H.M.S. Pinafore ou The Lass that Loved a Sailor (La Fille qui aimait un marin) est un opéra-comique en deux actes, dont la musique fut composée par Arthur Sullivan et le livret par William S. Gilbert. La première représentation a eu lieu à l’Opera Comique sur The Strand à Londres, le 25 mai 1878. En donnant 571 représentations, il s'agit de la pièce ayant le plus duré pour l'époque. H.M.S. Pinafore est la quatrième collaboration d'opéra de Gilbert et Sullivan et la première de renommée internationale.
L'histoire se déroule à bord du navire britannique HMS Pinafore. Josephine, la fille du capitaine, est amoureuse d'un marin de classe populaire, Ralph Rackstraw, alors que son père a l'intention de lui faire épouser sir Joseph Porter, ministre de la Marine. Elle se conforme tout d'abord aux souhaits de son père, mais le plaidoyer de sir Joseph sur l'égalité entre les hommes encourage Ralph et Josephine à remettre en question le poids des conventions sociales. Ils se déclarent leur amour puis finissent par planifier de s'enfuir pour se marier. Le capitaine découvre ce plan mais, comme dans de nombreux opéras de Gilbert et Sullivan, une révélation surprise renverse le cours des choses vers la fin de l'histoire.
S'appuyant sur plusieurs de ses poèmes précédents, les Ballades de Bab, Gilbert imprégna l'intrigue de rires et de bêtise. L'humour de l'opéra se concentre sur l'amour entre les membres de différentes couches sociales et ridiculise le système britannique des classes en général. Pinafore envoie également des piques bon enfant au patriotisme, la politique politicienne, la Royal Navy, et l'élévation de personnes incompétentes à des positions d'autorité. Le titre de la pièce utilise de façon comique le nom d'un vêtement pour petites filles, une pinafore (tablier sans manches), avec le symbole HMS évoquant un impressionnant bâtiment de guerre.
Le succès de la pièce en Grande-Bretagne, aux États-Unis et ailleurs fut suivi d'un succès similaire par une série de coopérations de Gilbert et Sullivan. Leurs œuvres, plus tard connues comme opéras de Savoy en référence au théâtre Savoy, dominèrent la scène musicale des deux côtés de l'Atlantique pour plus d'une décennie et continuent d'être jouées dans les années 2000. La structure et le style de ces opéras, particulièrement Pinafore, fut très copiée et contribua de façon significative au développement des comédies musicales modernes.

## Cadre
En 1875, Richard D'Oyly Carte qui gérait alors le Royalty Theatre à Londres pour Selina Dolaro, rassembla Gilbert et Sullivan pour qu'ils écrivent leur seconde pièce, un opéra en un seul acte nommé Trial by Jury (en). L'œuvre s'avéra être un succès, et en 1876 Carte rassembla des bailleurs de fonds pour établir la société Comedy-Opera, dévolue à la production et à la promotion d'opéra-comique anglais pour le grand public. Avec cette société, Carte avait enfin les ressources financières, après plusieurs essais infructueux, pour produire un nouvel opéra complet de Gilbert et Sullivan. L'opéra suivant fut The Sorcerer, qui fit ses débuts en novembre 1877. Il fut également un succès, donnant 178 représentations. Les partitions se vendirent bien, et les musiciens de rue en jouèrent les mélodies.
Au lieu d'écrire une pièce pour qu'elle soit produite spécifiquement par un théâtre propriétaire, comme il était de coutume dans les théâtres de l'époque victorienne, Gilbert, Sullivan et Carte produisirent une œuvre avec leurs propres moyens financiers. Ils purent donc choisir les interprètes plutôt que d'écrire obligés de faire appel aux acteurs déjà engagés par le théâtre. Ils choisirent des acteurs talentueux qui, pour la plupart, n'étaient pas des stars connues et n'exigeaient pas des honoraires élevés. Ils leur enseignèrent un style plus naturel que ce qui était alors en vogue, et s'adaptèrent aux compétences de chacun. Le talent avec lequel Gilbert et Sullivan utilisèrent leurs acteurs eu un effet sur l'audience : comme l'écrivit le critique Herman Klein, « nous fûmes secrètement émerveillés du naturel et de l'aisance avec laquelle [les bons mots Gilbertiens et les absurdités] furent dits et faits. Jusque-là personne n'avait vu sur les planches de tels [acteurs] étranges, excentriques, mais intensément humains... [Ils] donnèrent vie à ce qui était jusqu'à présent un monde comique inconnu de pur plaisir ».

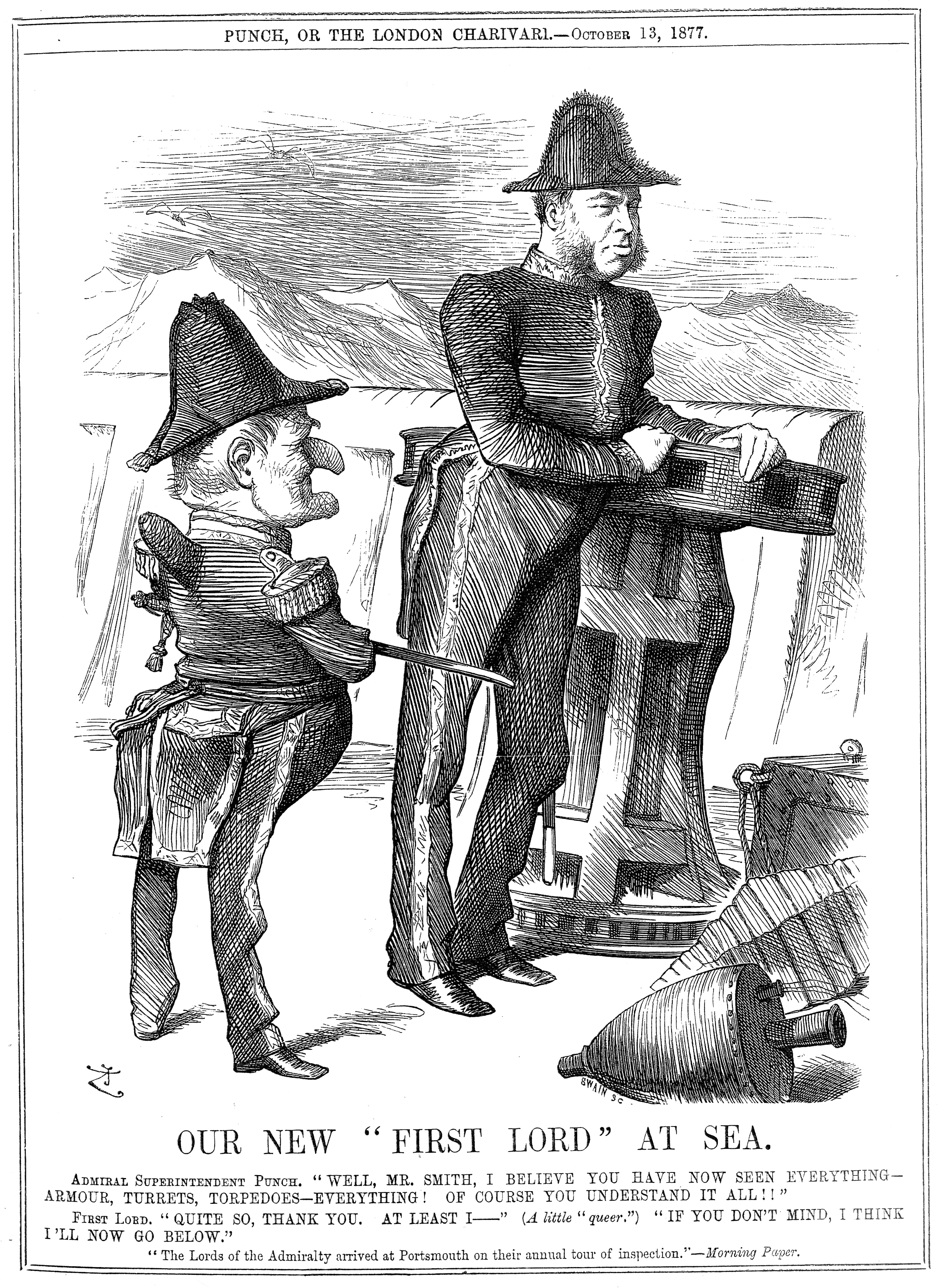
Dessin humoristique de Punch, montrant le ministre de la Marine W. H. Smith comme un terrien, disant « je pense que je vais maintenant descendre dans l'entrepont ». Dans Pinafore, Sir Joseph dit d'une façon similaire When the breezes blow / I generally go below (quand la brise souffle, en général je descends).

Le succès de The Sorcerer ouvrit le chemin à une autre collaboration de Gilbert et Sullivan. Carte accepta les termes d'un nouvel opéra avec la société Comedy-Opera, et Gilbert commença à travailler sur H.M.S. Pinafore avant la fin de 1877. Le père de Gilbert était un chirurgien de marine, et le thème nautique de l'opéra le séduisait. Gilbert s'inspira de plusieurs de ses poèmes précédents, les Ballades de Bab (dont plusieurs ont également des thèmes nautiques), tels que Captain Reece (1868) et General John (1867). Certains des personnages ont aussi leurs prototypes dans les ballades : Dick Deadeye est basé sur un personnage de Woman's Gratitude (1869), une des premières versions de Ralph Rackstraw se retrouve dans Joe Go-Lighty (1867) où le marin est fou d'amour pour la fille de quelqu'un bien supérieur en grade, et Little Buttercup est presque entièrement repris de The Bumboat Woman's Story (1870),. Le 27 décembre 1877, tandis que Sullivan était en voyage sur la côte d'Azur, Gilbert lui envoya un brouillon du scénario accompagné de la note suivante :

« Je suis quasiment certain que vous l'apprécierez. [...] On y trouve beaucoup d'aspects comiques que je n'ai pas encore couchés par écrit, entre autres un air (une sorte de Judge's Song) pour le Premier Lord, retraçant sa carrière en tant que garçon de bureau... employé, voyageur, associé et Premier Lord de l'Amirauté britannique... Naturellement, cela ne comportera rien de personnel ; le fait que le Premier Lord, dans l'opéra, soit un radical des plus engagés fera disparaître les soupçons qu'il représente W. H. Smith. »

En dépit du démenti de Gilbert, les spectateurs, les critiques et même le premier ministre identifièrent Sir Joseph Porter comme étant W. H. Smith, un politicien qui avait récemment été nommé ministre de la marine (ou Premier Lord de l'Amirauté) sans avoir d'expérience ni marine, ni nautique. Sullivan fut enchanté par le brouillon, et Gilbert lu le premier brouillon de l'intrigue à Carte à la mi-janvier.
Suivant l'exemple de son mentor, Thomas William Robertson, Gilbert s'évertua à avoir des costumes et décors aussi réalistes que possible. En préparant les décors pour H.M.S. Pinafore, Gilbert et Sullivan visitèrent Portsmouth en avril 1878 afin d'inspecter des bateaux. Gilbert fit des croquis du HMS Victory et du HMS St Vincent, et créa un modèle de scène sur lesquels les charpentiers pouvaient travailler. Ceci était loin de la procédure habituelle dans les drames victoriens, où le naturalisme était encore un concept relativement nouveau, et pour lequel la plupart des auteurs avaient peu d'influence quant à la façon dont le jeu et les libretti devaient être organisés. L'attention aux détails était typique de la gestion de la scène qu'avait Gilbert, et se retrouva dans chacun de ses opéras de Savoy. L'attention de Gilbert sur la fidélité visuelle offrit un point réaliste de référence servant à rehausser le caractère farfelu et l'absurdité des situations ; en d'autres mots, un « right-side-up for topsy-turvydom » (renversement des perspectives pour un monde sens dessus dessous). Sullivan était bien lancé dans son travail sur la pièce par la mi-avril 1878.
La musique brillante et gaie de Pinafore fut composée pendant une période où Sullivan souffrait de douleurs atroces dues à des calculs rénaux,. Les acteurs commencèrent les répétitions pour la musique le 24 avril et, au début de mai 1878, Gilbert et Sullivan collaboraient étroitement dans l'appartement de Sullivan pour terminer la pièce,.
Dans Pinafore, Gilbert, Sullivan et Carte firent appel à plusieurs des principaux acteurs qu'ils avaient rassemblés pour The Sorcerer. Comme Gilbert le suggéra à Sullivan en décembre 1877, « Mrs. Cripps [Little Buttercup] sera une part capitale pour Everard... Barrington sera un capitaine capital, et Grossmith un ministre de la marine de tout premier ordre ». Cependant, Mrs. Howard Paul, qui joua Lady Sangazure dans The Sorcerer, était vocalement sur le déclin. Elle était sous contrat pour jouer le rôle de cousine Hebe dans Pinafore. Gilbert fit un effort pour écrire une partie amusante pour elle en dépit de la réticence de Sullivan à l'utiliser. Cependant, vers la mi-mai 1878, Gilbert et Sullivan voulaient qu'elle quitte l'équipe et elle partie, mécontente avec son rôle. Avec seulement une semaine avant la première, Carte engagea la chanteuse de concert Jessie Bond pour le rôle de cousine Hebe,. Bond ayant peu d'expérience comme actrice, Gilbert et Sullivan supprimèrent les dialogues de son rôle à part quelques lignes dans la dernière scène qu'ils transformèrent en récitatif. Parmi les autres acteurs se trouvaient Emma Howson et George Power dans les rôles romantiques, qui avaient progressé depuis leurs rôles de soprano et ténor romantiques dans The Sorcerer.
Gilbert était directeur de scène pour ses propres pièces et opéras. Il recherchait le réalisme dans le jeu d'acteur exactement de la même manière qu'il était attachait au réalisme des éléments visuels. Il désapprouvait les interactions appuyées avec le public et insistait pour un style d'interprétation dans lequel les personnages n'étaient jamais conscient de leur absurdité mais gardaient une cohérence interne dans l'ensemble. Sullivan dirigea les répétitions musicales. Comme il sera de coutume dans ses opéras suivants, Sullivan laissa l'ouverture au dernier moment, la préparant dans les grandes lignes et laissant au directeur musical de la société, alors Alfred Cellier, le soin d'en compléter la préparation. Pinafore ouvrit le 25 mai 1878 à l'Opera Comique sur The Strand à Londres.

## Rôles
- Le très honorable Sir Joseph Porter, KCB, ministre de la Marine (baryton comique)
- Capitaine Corcoran, commandant du H.M.S. Pinafore (baryton lyrique)
- Ralph Rackstraw[32], matelot breveté (ténor)
- Dick Deadeye, matelot breveté (basse chantante)
- Bill Bobstay, second maître (baryton)
- Bob Becket, aide-charpentier (basse)
- Josephine, fille du capitaine (soprano)
- Cousine Hebe, cousine germaine de Sir Joseph (mezzo-soprano)
- Mrs. Cripps (Little Buttercup), une femme sur un canot d'approvisionnement de Portsmouth (contralto)
- Chœur des sœurs du ministre, ses cousines, tantes, marins, etc.

## Synopsis

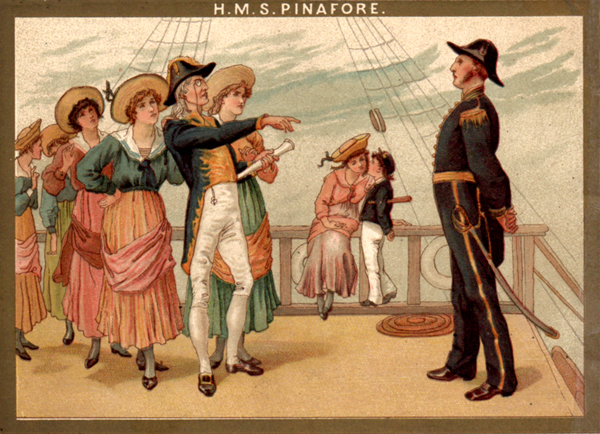
Scène de H.M.S. Pinafore imprimé sur un programme du Savoy Theatre de Londres.

### Acte I
Le navire de guerre britannique H.M.S Pinafore est à l'ancre au large de Portsmouth. Les marins sont sur la plage arrière du vaisseau, en train de fièrement « nettoyer la dinanderie, border le cordage, etc. ». Little Buttercup, équivalent à petit bouton d'or, est une femme travaillant sur un canot d'approvisionnement de Portsmouth (i.e. vendeuse sur le quai) et décrite comme « la beauté de Spithead la plus ronde, rousse et aux joues roses ». Elle vient à bord pour vendre ses marchandises à l'équipe et insinue qu'elle pourrait cacher un lourd secret sous son « extérieur joyeux et frivole ». Ralph Rackstraw, « le gars le plus malin de toute la flotte », entre, déclarant son amour pour Josephine, la fille du capitaine. Ses collègues marins offrent leur soutien, à l'exception du sévère et laid Dick Deadeye qui est le réaliste de l'équipage, mais laissent à Ralph peu d'espoir que son amour puisse être réciproque.
Le distingué et populaire capitaine salue son « vaillant équipage » et les complimente sur leur politesse, ajoutant qu'il en fait de même en n'usant jamais (« bon, à peine ») de vulgarité, telles que « a big, big D ». Après que les marins sont partis, le capitaine admet à Little Buttercup que Josephine est réticente quant à la proposition de mariage de Sir Joseph Porter, le ministre de la marine. Buttercup répond qu'elle sait ce que c'est que d'aimer en vain. Alors qu'elle part, le capitaine fait la remarque qu'elle est une « personne rondelette et plaisante ». Josephine entre et révèle à son père qu'elle aime un humble marin de son équipage, mais elle affirme à son père qu'elle est une fille obéissante et qu'elle ne révèlera jamais son amour au marin.
Sir Joseph monte à bord, accompagné par sa « cour admirative de sœurs, cousines et tantes ». Il raconte comme il s'éleva de ses débuts modestes jusqu'à être « le chef de la marine de la Reine » grâce à sa persévérance, et bien qu'il n'ait pas de compétences en marine. Il délivre alors une leçon humiliante de convenances, disant au capitaine qu'il doit toujours ajouter « s'il vous plaît » après avoir donné un ordre, car « un marin britannique est l'égal de tout homme », sauf Sir Joseph. Il a composé une chanson pour illustrer ce qu'il a déclaré, et il en donne une copie à Ralph. Peu après, rendu euphorique par les positions de Sir Joseph sur l'égalité, Ralph décide qu'il déclarera son amour à Josephine. Ceci enchante ses compagnons de bord, sauf Dick Deadeye, qui soutient que « lorsque les gens doivent obéir aux ordres d'autres, l'égalité est hors de question ». Choqué par ses mots, les autres marins forcent Dick à écouter la chanson de Sir Joseph avant qu'ils partent, laissant Ralph seul sur le pont. Josephine fait alors son entrée, et Ralph avoue son amour en des termes étonnamment éloquents pour un « simple marin ». Josephine est touchée, mais bien qu'elle ait trouvée les soins de Sir Joseph écœurants, elle sait qu'il est de son devoir d'éprouver Sir Joseph au lieu de Ralph. Dissimulant ses sentiments réels, elle « rejette de manière hautaine [...] l'amour offert » par Ralph.
Ralph appelle ses compagnons de bord, et les dames de la famille de Sir Joseph arrivent également. Il leur déclare qu'il va céder au suicide et reçoit la compassion de l'équipage sauf de Dick, qui émet une vue contraire sans mâcher ses mots. Ralph place un pistolet contre sa tête mais, alors qu'il va presser la détente, Josephine entre et admet qu'elle l'aime en réalité. Ralph et Josephine projettent de rallier jusqu'à la rive sans se faire remarquer, afin de s'enfuir pour se marier pendant la nuit. Dick Deadeye leur conseille de « renoncer, ne pas mettre le plan à exécution » mais la joyeuse compagnie du bateau l'ignore.

### Acte II
Plus tard la même nuit, sous une pleine lune, le capitaine Corcoran passe en revue ses inquiétudes : son « équipage bienveillant se rebelle », sa « fille a un faible pour un matelot », ses amis semblent l'abandonner, et Sir Joseph l'a menacé de tribunal militaire. Little Buttercup offre son soutien. Le capitaine lui dit que, s'il n'y avait pas de différence entre leurs classes sociales, il lui aurait également montré son affection. Elle prédit que les choses ne sont pas comme elles le semblent et qu'un « changement » l'attend, mais il ne comprend pas son avertissement énigmatique.
Sir Joseph entre et se plaint que Josephine n'ait pas accepté de l'épouser. Le capitaine suppose qu'elle est probablement éblouie par son « haut rang » et que si Sir Joseph peut la persuader que « l'amour aplanit tous les rangs » (c'est-à-dire que l'amour fait fi des classes sociales), alors elle acceptera sa demande en mariage. Ils se retirent et Josephine entre, se sentant toujours coupable quant à la fugue amoureuse qu'elle a planifiée avec Ralph, et craignant de laisser derrière elle une vie de luxe.
Dick Deadeye arrête le capitaine au passage et lui dévoile les plans des amoureux pour leur fugue. Le capitaine confronte Ralph et Josephine alors qu'ils essayent de quitter le bateau. Ils lui déclarent leur amour, justifiant leurs actions car « C'est un Anglais ! ». Le capitaine furieux y est insensible et laisse échapper : « Pourquoi, bon sang, c'est vraiment dommage ! » Sir Joseph et sa famille, qui ont surpris le juron, sont choqués d'entendre jurer à bord d'un bateau, et Sir Joseph ordonne que le capitaine soit consigné dans sa cabine. Lorsque Sir Joseph demande ce qui a provoqué l'explosion de l'officier habituellement poli, Ralph répond que c'est sa déclaration d'amour pour Josephine. Furieux à son tour face à cette révélation, et ignorant les supplications de Josephine pour épargner Ralph, Sir Joseph fait « charger de chaînes » le marin et l'envoie aux arrêts. Little Buttercup se présente alors pour révéler son secret longtemps gardé. Il y a de nombreuses années, lorsqu'elle était une jeune bonne d'enfants, elle s'occupait de deux bébés, l'un « de faible classe sociale » et l'autre d'« un patricien habituel ». Elle avoue qu'elle « mélangea les enfants... celui bien-né était Ralph, et votre capitaine était l'autre ».
Sir Joseph réalise alors que Ralph devrait avoir été capitaine, et vice-versa. Il les fait venir, et ils se présentent portant l'uniforme l'un de l'autre : Ralph comme capitaine, commandant du Pinafore, et Corcoran comme un simple marin. Le mariage de Sir Joseph avec Josephine est à présent « hors de question » à ses yeux : « l'amour fait fi de toutes les classes sociales... jusqu'à un degré considérable, mais pas autant que ça ! ». Il la donne alors au nouveau capitaine Rackstraw. Le rang social à présent humble de l'ancien capitaine lui permet d'épouser Buttercup... Sir Joseph choisit alors sa cousine Hebe, et tout finit en réjouissances générales.

## Numéros musicaux
Ouverture

### Acte I
- 1. "We sail the ocean blue" (marins)
- 2. "Hail! men-o'-war's men" ... "I'm called Little Buttercup" (Little Buttercup)
- 2a. "But tell me who's the youth" (Buttercup et le maître d'équipage)
- 3. "The nightingale" (Ralph et le chœur des marins)
- 3a. "A maiden fair to see" (Ralph et le chœur des marins)
- 4. "My gallant crew, good morning" (le capitaine et le chœur des marins)
- 4a. "Sir, you are sad" (Little Buttercup et le capitaine)
- 5. "Sorry her lot who loves too well" (Josephine)
- 5a. Cut song: "Reflect, my child" (le capitaine et Josephine)
- 6. "Over the bright blue sea" (chœur des dames de la famille de Sir Joseph)
- 7. "Sir Joseph's barge is seen" (chœur des marins et des dames de la famille de Sir Joseph)
- 8. "Now give three cheers" (le capitaine, Sir Joseph, Cousine Hebe et le chœur)
- 9. "When I was a lad" (Sir Joseph et le chœur)
- 9a. "For I hold that on the sea" (Sir Joseph, cousine Hebe et le chœur)
- 10. "A British tar" (Ralph, le maître d'équipage, l'aide-charpentier et le chœur des marins)
- 11. "Refrain, audacious tar" (Josephine et Ralph)
- 12. Finale, Acte I: "Can I survive this overbearing?"

### Acte II
(Entracte)
- 13. "Fair moon, to thee I sing" (le capitaine)
- 14. "Things are seldom what they seem" (Little Buttercup et le capitaine)
- 15. "The hours creep on apace" (Josephine)
- 16. "Never mind the why and wherefore" (Josephine, le capitaine et Sir Joseph)
- 17. "Kind Captain, I've important information" (le capitaine et Dick Deadeye)
- 18. "Carefully on tiptoe stealing" (solos et chœur)
- 18a. "Pretty daughter of mine" (le capitaine et l'ensemble) et "He is an Englishman" (le maître d'équipage et l'ensemble)
- 19. "Farewell, my own" (Ralph, Josephine, Sir Joseph, Little Buttercup et le chœur)
- 20. "A many years ago" (Little Buttercup et le chœur)
- 20a. "Here, take her, sir" (Sir Joseph, Josephine, Ralph, cousine Hebe et le chœur)1
- 21. Finale: "Oh joy, oh rapture unforeseen" (ensemble)2

1Voir la discussion sur les versions.
2Inclut des reprises de plusieurs chansons, se terminant avec « For he is an Englishman ».

## Productions
Pinafore ouvrit le 25 mai 1878 à l'Opera Comique, sous la direction de Sullivan, devant un public enthousiaste,. Cependant, la pièce souffrit rapidement de faibles ventes de ticket, imputées en général à une vague de chaleur qui rendit les lieux particulièrement inconfortables, puisqu'ils étaient éclairés au gaz et mal ventilés,. L'historien Michael Ainger remet cette explication en question, au moins partiellement, en expliquant que les vagues de chaleur de l'été 1878 étaient brèves et passagères. Quoi qu'il en soit, Sullivan écrit à sa mère à la mi-août qu'une météo plus douce était arrivée, ce qui était bon pour la représentation. Dans le même temps, les quatre partenaires de la société Comedy-Opera perdirent confiance dans la viabilité de l'opéra et affichèrent des avis de fermeture,. Carte fit connaître la pièce au public en présentant un concert lors de la matinée du 6 juillet 1878 dans l'imposant Crystal Palace.
À la fin août 1878, Sullivan utilisa l'une des musiques de Pinafore, arrangée par son assistant Hamilton Clarke, durant plusieurs concerts-promenades à succès à Covent Garden, qui suscitèrent l'intérêt du public et stimulèrent les ventes de ticket. En septembre, Pinafore jouait devant des salles combles à l’Opéra Comique. Les partitions au piano se vendirent à 10 000 exemplaires et Carte envoya bientôt deux troupes supplémentaires en tournée dans les provinces.
Carte, Gilbert et Sullivan avaient à présent les moyens financiers de produire eux-mêmes les spectacles, sans recourir à des bailleurs de fonds. Carte persuada l'auteur et le proposa qu'un partenariat en affaire entre eux trois serait à leur avantage, et ils tramèrent un plan afin de se séparer des directeurs de la société Comedy-Opera. Le contrat entre Gilbert et Sullivan et la société donnait à cette dernière les droits de présenter Pinafore pour une série. L’Opéra Comique fut obligé de fermer pour réparation dans les canalisations et les égouts de Noël 1878 à la fin de janvier 1879 : Gilbert, Sullivan et Carte considérèrent que cette fermeture terminait la série de représentations et, par conséquent, mirent fin aux droits de la société. Carte fut particulièrement clair en prenant un congé personnel de six mois vis-à-vis du théâtre, commençant le 1er février, la date de la réouverture lorsque Pinafore revint à l'affiche. À la fin des six mois, Carte prévoyaient d'annoncer à la société Comedy-Opera que ses droits sur la pièce et le théâtre étaient terminés,. Entre-temps, de nombreuses versions « pirates » du Pinafore commencèrent à être joués aux États-Unis avec un grand succès, commençant avec une production à Boston qui ouvrit le 25 novembre 1878. Pinafore devint une source de citations dans les discussions des deux côtés de l'Atlantique, tels que :
"Quoi, jamais ?"
"Non, jamais !"
"Quoi, jamais ?"
"Oh, pratiquement jamais !",
Après la reprise des opérations à l'Opéra Comique en février 1879, l'opéra recommença également ses tournées en avril, avec deux troupes s'entrecroisant dans les provinces britanniques, Sir Joseph étant interprété dans une troupe par Richard Mansfield, et dans l'autre par W. S. Penley. Espérant prendre sa part dans les profits faits aux États-Unis avec Pinafore, Carte partit en juin pour New York afin de mettre en place une production « authentique » qui serait préparée personnellement par l'auteur et le compositeur. Il s'organisa pour louer un théâtre et fit passer des auditions pour les membres du chœur de la production américaine de Pinafore, ainsi que d'un nouvel opéra de Gilbert et Sullivan dont la première devait avoir lieu à New York, et également pour des tournées de The Sorcerer,.
Sullivan, ainsi que planifié avec Carte et Gilbert, notifia les partenaires de la société Comedy-Opera au début de juillet 1879 que lui, Gilbert et Carte, ne renouvelleront pas le contrat pour produire Pinafore avec la société, et qu'il retirerait sa muqieu de la société le 31 juillet,. En retour, la société fit savoir qu'il comptait produire Pinafore à un autre théâtre et entreprit une action en justice. De plus, elle offrit à la troupe de Londres et aux autres plus d'argent pour jouer dans leur production. Bien que quelques choristes acceptèrent l'offre, le seul interprète de premier plan qui s'y joignit fut Mr Dymott. La société engagea l'Imperial Theatre mais n'avait pas de décors : ils envoyèrent donc, le 31 juillet, une bande de voyous pour s'emparer des décors et des accessoires pendant le deuxième acte de la représentation du soir à l'Opera Comique. Gilbert n'était pas là, et Sullivan se remettait d'une opération de calcul rénal. Les machinistes et d'autres membres de l'équipe réussirent à éviter ces attaquants en coulisse et à protéger les décors, bien que le directeur Richard Barker et d'autres furent blessés. L'équipe continua la représentation jusqu'à ce que quelqu'un hurle « au feu ! » George Grossmith, jouant Sir Joseph, vint devant le rideau pour calmer le public paniqué. La police arriva pour restaurer l'ordre et la pièce put reprendre,,. Gilbert porta plainte pour empêcher la société Comedy-Opera de mettre en scène la production rivale du H.M.S. Pinafore. La cour autorisa la production à continuer à l'Imperial, où Pauline Rita incarna Josephine, commençant le 1er août 1879. La production fut transférée à l'Olympic Theatre en septembre, mais elle n'était pas aussi populaire que la production de d'Oyly Carte et fut retirée après 91 représentations. Le problème juridique fut finalement réglé devant un tribunal lorsqu'un juge trancha en faveur de Carte, deux ans plus tard.
La pièce a été représentée pour la première fois en France le 5 mars 2014 dans une adaptation française. Cinq représentations ont été données au théâtre de Sèvres, dans une mise en scène de Xavier Roux.

## Postérité
Le musicologue américain Nicolas Slonimsky, d'origine russe, considère que le H.M.S. Pinafore « constitue une vraie introduction au génie de la langue anglaise. Je savourais la diction soutenue des vers de Gilbert, j'adorais la musique de Sullivan parodiant la manière de Bellini. Certains passages dans Pinafore m'étaient d'un enseignement plus lumineux que bien des manuels scolaires ».